# Шари
Шари (на френски: Chari) е река в Централна Африка, протичаща по територията на Чад и по границата с Камерун и вливаща се в езерото Чад. Дължината ѝ е 524 km (заедно с лявата съставяща я река Уам около 1200 km), а площта на водосборния басейн – 548 747 km², като освен териториите на Чад и Камерун включва още части от ЦАР и Судан.
Река Шари се образува на 354 m н.в. в най-южната част на Чад от сливането на двете съставящи я реки Уам (676 km, лява съставяща) и Грибинги (434 km, дясна съставяща). Река Уам води началото си от крайните източни части на планините Адамауа в западната част на ЦАР. Нейните основни притоци са леви: Нана Бакаса и Нана Бария. Река Грибинги извира от крайните северни разклонения на Южногвинейските възвишения и има много голям водосборен басейн, заемащ части от ЦАР, Чад и Судан. Основните притоци на Грибинги са десни: Баминги, Бангаран, Аук (650 km), Кейта. В района на чадския град Сарх, преди да се слее с река Уам образува голяма вътрешна делта.
След сливането на реките Уам и Грибинги река Шари по цялото си протежение тече в северозападна посока през обширни равнинни пространства и е типична равнинна река, с бавно и спокойно течение, като образува множество ръкави, острови и старици. След образуването си Шари получава отдясно най-дългия си приток Саламат (Ая, 1200 km), водещ началото си от платото Дарфур в Судан. При град Нджамена, столицата на Чад, отляво в нея се влива най-големият ѝ приток – река Логон (950 km), водеща началото си от планините Адамауа, на територията на Камерун. В последния участък от течението си река Шари служи за граница между Чад и Камерун. Влива се от юг в езерото Чад, разположено на 280 m н.в., като образува голяма и силно разклонена делта.
Покачването на нивото на водите в басейна на Шари е свързано с летния дъждовен сезон и продължава няколко месеца. Високите води постепенно се придвижват надолу по течението, поради което в средните и долните течения на Шари и Логон най-високото ниво на водите е през есенните месеци (при Нджамена – през ноември). Всичките реки в басейна на Шари широко се разливат, образуват големи временни езера и в чадската провинция Майо Кеби се съединяват с реките от басейна на река Нигер чрез десния приток на река Бенуе – Майо Кеби. Средният годишен отток на Шари в долното ѝ течение е 1059 m³/s, минималният – 149 m³/s, максималният – 4846 m³/s. Плавателна е за плитко газещи речни съдове целогодишно по цялото си протежение, а по време на пълноводието и нагоре по река Уам до град Батангафо в ЦАР, на 860 km от устието на Шари. Долината на реката е много гъсто населена, тук преживява основната част от населението на Чад и тя е основен източник на риба за местното население.